# Мишино (Московская область)
Мишино — деревня в Зарайском районе Московской области России, в 4 км на юго-восток от районного центра Зарайск, входит в состав сельского поселения Гололобовское.

## Население
| 2002 | 2006 | 2010 |
| ---- | ---- | ---- |
| 13   | ↘11  | ↗13  |

## История
Впервые упоминается в платёжных книгах 1594—1597 годов.
Деревянная Никольская церковь упоминается в Окладных книгах в 1676 году. В 1865 году обветшавшая церковь перестроена в камне. Согласно ревизии 1858 года селом владели помещики Кропоткина, Гололобова и Межениновы.
В советское время, в 1929 году, в селе был образован колхоз имени Буденного. В 1950 году, в результате укрупнения, хозяйства стали частью колхоза «Примерный труд», впоследствии — совхоза «Большевик».
В 1937 году церковь закрыли, её помещение использовалось как зерновой склад. В 1998 году церковь возвращена верующим.

## Достопримечательности
Церковь Николая Чудотворца. При церкви могилы её строителя Павла Семёновича Меженинова, а также его детей — выдающегося инженера-путейца, строителя Великого Сибирского пути Н. П. Меженинова (1838—1901) и генерала А. П. Меженинова (1834—1910).

## Известные жители
Село являлось родовой усадьбой Межениновых. В ней родились Александр Павлович Меженинов, генерал, поэт и, предположительно, Николай Павлович Меженинов.